# Női 4 × 7,5 km-es biatlonváltó az 1998. évi téli olimpiai játékokon
Az 1998. évi téli olimpiai játékokon a biatlon női 4 × 7,5 km-es váltó versenyszámát február 19-én rendezték Nozava Onsenben. Az aranyérmet a német váltó nyerte. Magyar csapat nem vett részt a versenyen.

## Végeredmény
A csapatok tagjainak mindkét sorozatban 8 lövési kísérlete volt az 5 célpontra. Minden hibás találat után 150 méter büntetőkört kellett megtennie a hibázó versenyzőnek.
Az időeredmények másodpercben értendők. A lövőhibáknál sorozatonként az első szám a hibás találatot, a második szám az 5 darab kísérleten felüli plusz kísérletek számát mutatják.
| Helyezés | Csapat | Idő                                       | Lövőhiba                                 |
| -------- | --- | ----------------------------------------- | ---------------------------------------- |
| Arany    | Németország (GER) · Uschi Disl · Martina Zellner · Katrin Apel · Petra Behle                                       | 1:40:13,6 25:20,3 24:46,1 24:39,2 25:28,0 | 0+5 0+6 0+2 0+3 0+1 0+0 0+0 0+2 0+2 0+1  |
| Ezüst    | Oroszország (RUS) · Olga Melnyik · Galina Kukleva · Albina Ahatova · Olga Romaszko                                 | 1:40:25,2 25:32,1 24:27,4 24:59,8 25:25,9 | 0+7 0+2 0+1 0+2 0+3 0+0 0+2 0+0 0+1 0+0  |
| Bronz    | Norvégia (NOR) · Ann Elen Skjelbreid · Annette Sikveland · Gunn Margit Andreassen · Liv Grete Skjelbreid           | 1:40:37,3 25:47,2 24:55,0 25:20,8 24:34,3 | 1+4 1+6 0+1 1+3 1+3 0+1 0+0 0+0 0+0 0+2  |
| 4.       | Szlovákia (SVK) · Martina Halinárová · Anna Murínová · Tatiana Kutlíková · Soňa Mihoková                           | 1:41:20,6 24:44,5 24:57,1 26:31,5 25:07,5 | 0+5 2+4 0+1 0+0 0+2 0+1 0+1 2+3 0+1 0+0  |
| 5.       | Ukrajna (UKR) · Valentina Cerbe-Neszina · Olena Petrova · Tetyana Vodopjanova · Olena Zubrilova                    | 1:42:32,6 26:36,5 25:20,9 25:43,9 24:51,3 | 0+3 0+3 0+0 0+2 0+0 0+0 0+2 0+0 0+1 0+1  |
| 6.       | Csehország (CZE) · Kateřina Losmanová-Holubcová · Irena Novotná-Česneková · Jiřína Adamičková-Pelcová · Eva Háková | 1:43:20,5 25:32,4 26:16,6 26:49,7 24:41,8 | 0+4 0+6 0+1 0+0 0+1 0+3 0+1 0+1 0+1 0+2  |
| 7.       | Kína (CHN) · Yu Shumei · Sun Ribo · Liu Jinfeng · Liu Xianying                                                     | 1:43:32,6 25:15,7 25:17,2 25:59,0 27:00,7 | 0+4 1+6 0+1 0+0 0+0 0+2 0+1 0+1 0+2 1+3  |
| 8.       | Franciaország (FRA) · Christelle Gros · Emmanuelle Claret · Florence Baverel-Robert · Corinne Niogret              | 1:43:54,6 26:20,6 25:17,7 26:20,7 25:55,6 | 0+3 0+5 0+1 0+2 0+0 0+2 0+1 0+0 0+1 0+1  |
| 9.       | Szlovénia (SLO) · Lucija Larisi · Andreja Grašič · Matejka Mohorič · Tadeja Brankovič                              | 1:44:18,8 27:12,3 24:44,3 26:21,5 26:00,7 | 2+8 1+6 1+3 1+3 0+1 0+3 0+1 0+0 1+3 0+0  |
| 10.      | Svédország (SWE) · Maria Schylander · Magdalena Forsberg-Wallin · Kristina Brounéus · Eva-Karin Westin             | 1:44:50,8 27:28,0 24:06,2 26:42,9 26:33,7 | 0+3 0+4 0+1 0+2 0+2 0+0 0+0 0+2 0+0 0+0  |
| 11.      | Kazahsztán (KAZ) · Inna Seskil · Margarita Dulova · Jelena Dubok · Ljudmila Gurjeva                                | 1:45:22,9 25:24,6 25:27,0 28:35,5 25:55,8 | 0+5 2+6 0+2 0+2 0+0 0+1 0+0 2+3 0+3 0+0  |
| 12.      | Fehéroroszország (BLR) · Irina Tananajko · Natallja Rizsankova · Natallja Maroz · Szvjatlana Paramihina            | 1:45:24,1 25:42,4 25:47,5 28:30,5 25:23,6 | 0+4 0+3 0+0 0+1 0+2 0+0 0+1 0+1          |
| 13.      | Lengyelország (POL) · Agata Suszka · Halina Pitoń · Iwona Daniluk · Anna Stera-Kustucz                             | 1:45:45,5 25:58,1 26:33,6 27:01,0 26:12,8 | 0+5 2+10 0+1 0+2 0+2 1+3 0+1 0+2 0+1 1+3 |
| 14.      | Japán (JPN) · Sindó-Honma Mami · Szeino-Szuga Hiromi · Takeda Mie · Takahasi Rjóko                                 | 1:46:23,0 25:31,2 26:08,8 27:51,3 26:51,7 | 1+7 0+8 0+1 0+1 1+3 0+3 0+0 0+3 0+3 0+1  |
| 15.      | Egyesült Államok (USA) · Ntala Skinner · Stacey Wooley · Kara Salmela · Kristina Sabasteanski                      | 1:48:30,2 26:35,0 27:12,1 26:21,2 28:21,9 | 0+6 1+6 0+1 0+2 0+0 0+1 0+3 0+0 0+2 1+3  |
| 16.      | Bulgária (BUL) · Radka Popova · Ekaterina Dafovszka · Pavlina Filipova · Valentina Pejcsinova                      | 1:48:55,2 28:06,0 24:56,4 27:52,7 28:00,1 | 3+3 0+6 0+0 0+1 0+0 0+0 3+3 0+2 0+0 0+3  |
| 17.      | Kanada (CAN) · Kristin Berg · Myriam Bédard · Nikki Keddie · Michelle Collard                                      | 1:53:15,0 28:44,6 25:20,0 29:56,1 29:14,3 | 2+8 1+7 1+3 0+2 0+1 0+0 1+3 1+3 0+1 0+2  |